# Don Papa
Don Papa est un rhum âgé philippin appartenant à la Bleeding Heart Rum Company.

## Histoire
La marque Don Papa a été fondée par un cadre dirigeant de Rémy Cointreau, Stephen Carroll. Lors d’un voyage à Bacolod, Carroll a entendu des histoires de la région ayant la meilleure canne à sucre au monde. Jusque-là, le rhum du pays avait été distillé dans d’autres régions des Philippines. Il a fondé la Bleeding Heart Rum Company pour fabriquer le rhum sur l'île de Negros, considérée comme la capitale de la canne à sucre du pays. Don Papa est nommé d’après Papa Isio (en), un chef de file de la révolution philippine dans les années 1890.
Don Papa a été introduit pour la première fois à Bacolod en 2012, puis à Manille plus tard la même année.

## Production
Le Don Papa est produit à base de mélasse à partir d’une ancienne souche de canne à sucre. La mélasse est broyée par la distillerie du groupe San Miguel Corporation à Bago. La mélasse fermentée est ensuite vieillie au minimum sept ans en fûts de chêne, ayant servi autrefois au vieillissement du bourbon,. Environ 3 grammes de sucre par bouteille ainsi que de la vanille sont ajoutés, ce qui procure au rhum un goût doux, vanillé et sucré.

## Marché et consommation
Cinq cent mille bouteilles de Don Papa se sont vendus sur la planète en 2016, principalement en France, Allemagne, Italie et Espagne pour un chiffre d’affaires d’environ 20 millions d’euros. Don Papa est vendu aux États-Unis depuis 2017.